# Koningsslangen
Koningsslangen (Lampropeltis) zijn een geslacht van slangen uit de familie toornslangachtigen (Colubridae).
Alle soorten komen voor in Noord-Amerika; in de Verenigde Staten en Mexico. Van slechts een enkele soort is bekend dat het areaal zich tot in delen van noordelijk Zuid-Amerika uitstrekt. Veel soorten leven in drogere gebieden zoals woestijnen en vlaktes maar andere komen voor in moerassen en langs het water. Ze zijn zowel dag- als nachtactief, afhankelijk van het klimaat.
Koningsslangen eten voornamelijk knaagdieren en hagedissen, maar af en toe eten ze ook slangen. Zelfs giftige soorten zoals ratelslangen worden soms gegeten en hieraan heeft de groep een grote bekendheid te danken als 'gifslangendoders'. Koningsslangen zijn immuun voor het gif van andere slangen en zijn zelf niet giftig en niet gevaarlijk voor de mens. Sommige soorten hebben onopvallende kleuren, maar de meeste soorten hebben bijzonder heldere rode en gele vlekken of banden over het gehele lichaam, vaak afgewisseld met een zwarte kleur. De meeste soorten blijven klein en worden ongeveer een meter lang.
De slangen worden vanwege de felle kleuren en onschuldige natuur vaak in gevangenschap gehouden. Hierdoor is er veel bekend over de biologie en levenswijze. Een nadeel van koningsslangen is het feit dat ze andere slangen eten. De dieren moeten individueel worden gehuisvest om te voorkomen dat ze elkaar opeten. Enkele in gevangenschap gekweekte variaties komen in het wild niet voor. In gevangenschap gehouden dieren kunnen met muizen worden gevoerd.

## Naam en indeling

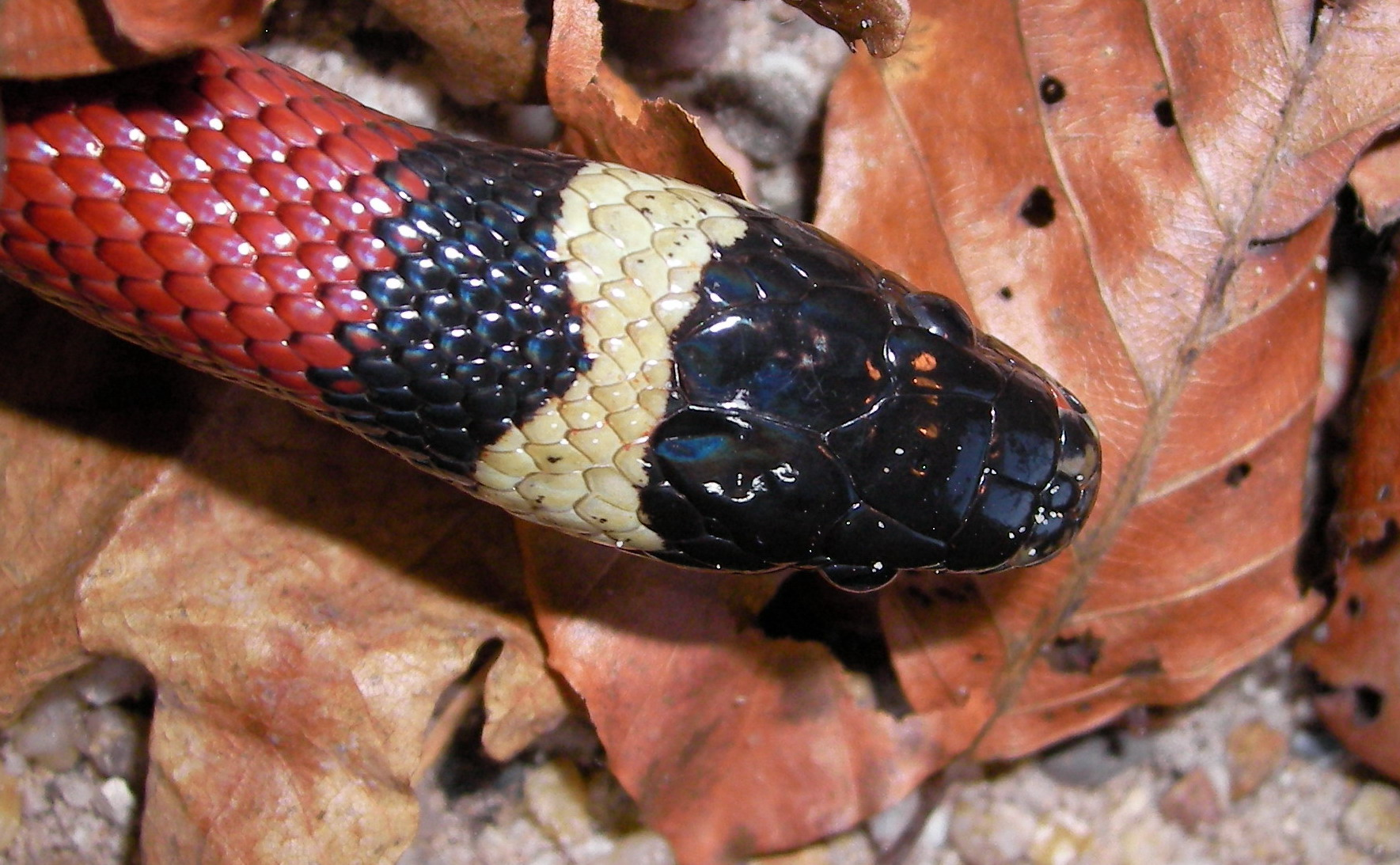
Kop en deel van het achterlijf van de ondersoort Lampropeltis triangulum sinaloae

De wetenschappelijke naam van de groep werd voor het eerst voorgesteld door Leopold Fitzinger in 1843. Koningsslangen danken hun Nederlandstalige naam aan het feit dat ze soms op giftige slangen jagen. Dit terwijl de reptielen zelf niet giftig zijn. De toevoeging 'koning' wordt vaker gebruikt voor dieren die leden van hun eigen groep verschalken, zoals de koningscobra (Ophiophagus hannah), die giftige soorten mijdt omdat de cobra niet immuun is. Koningsslangen zijn niet de enige soorten die andere, giftige slangen eten. Dit komt onder andere ook voor bij soorten uit het geslacht Gonionotophis.
De felgekleurde soorten lijken op de eveneens felgekleurde en giftige soorten uit het geslacht van de koraalslangen; Micrurus. Verschillende soorten worden daarom wel 'onechte koraalslang' genoemd. Een aantal soorten wordt 'melkslang' genoemd, omdat lange tijd gedacht werd dat ze melk uit de uiers van koeien zouden zuigen maar dit is een broodjeaapverhaal.
Veel soorten hebben een wetenschappelijke soortnaam die is vernoemd naar het gebied waarin ze voorkomen, zoals Lampropeltis mexicana die in Mexico leeft. Andere soorten zijn vernoemd naar een bekende bioloog, zoals Lampropeltis webbi. Deze soortnaam is een eerbetoon aan de Amerikaanse herpetoloog Robert G. Webb. Weer andere soorten zijn vernoemd naar hun lichaamskleur, zoals Lampropeltis nigra. Deze koningsslang is vrijwel geheel zwart van kleur en nigra betekent 'zwart'.
Er zijn 24 soorten, inclusief de pas in 2005 wetenschappelijk beschreven soort Lampropeltis webbi. De twee bekendste soorten zijn de gewone koningsslang (Lampropeltis getula) en de melkslang (Lampropeltis triangulum). De indeling in geslachten, soorten en ondersoorten is in het verleden regelmatig veranderd. De soort Lampropeltis elapsoides bijvoorbeeld werd lange tijd gezien als een ondersoort van de melkslang (Lampropeltis triangulum).

## Verspreiding en habitat
Koningsslangen komen voor in Noord-, Midden- en Zuid-Amerika. De meeste soorten leven endemisch in de Verenigde Staten, enkele andere soorten komen voor tot in delen van Mexico, Canada of zuidelijker tot Belize, Colombia, Costa Rica, El Salvador, Guatemala, Honduras, Nicaragua, Panama en Venezuela. Zie voor een beschrijving van het verspreidingsgebied per soort de soortentabel onderaan.
De habitat kan bestaan uit uiteenlopende biotopen, veel soorten leven in open gebieden zoals kale berghellingen en steppen en andere soorten zijn meer in beboste gebieden te vinden. Koningsslangen zijn verder van moerassen tot in woestijnen te vinden.
Koningsslangen die een groot verspreidingsgebied hebben, komen soms in heel uiteenlopende streken voor. Dergelijke soorten zijn te vinden van berggebieden waar het koeler is en de dieren een winterslaap houden tot lager gelegen omgevingen waar het warmer is en ze het gehele jaar door actief zijn. Veel soorten zijn in de regel nachtactief maar gaan in de lente en herfst ook wel in de late middag en de vroege ochtend op jacht. In de zomer als de temperaturen hoger worden komen de slangen meestal pas 's avonds tevoorschijn. De soort Lampropeltis pyromelana leeft in bergstreken in het zuidwesten van de VS en komt voor in streken waar het landschap een paar maanden per jaar bedekt is met sneeuw. Deze soort is voornamelijk overdag actief.

## Uiterlijke kenmerken

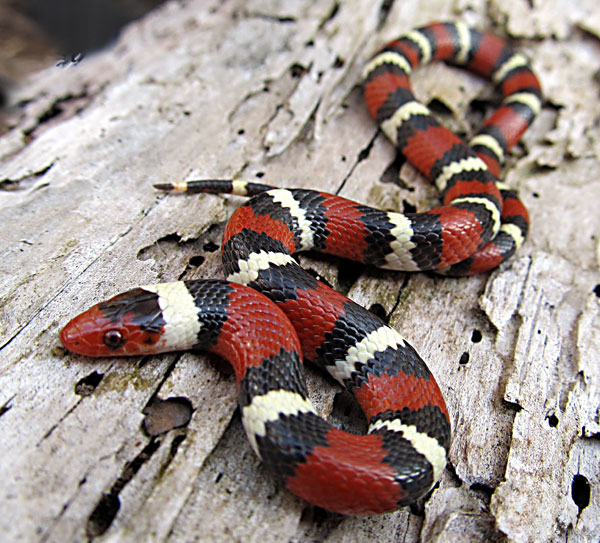
Lampropeltis elapsoides

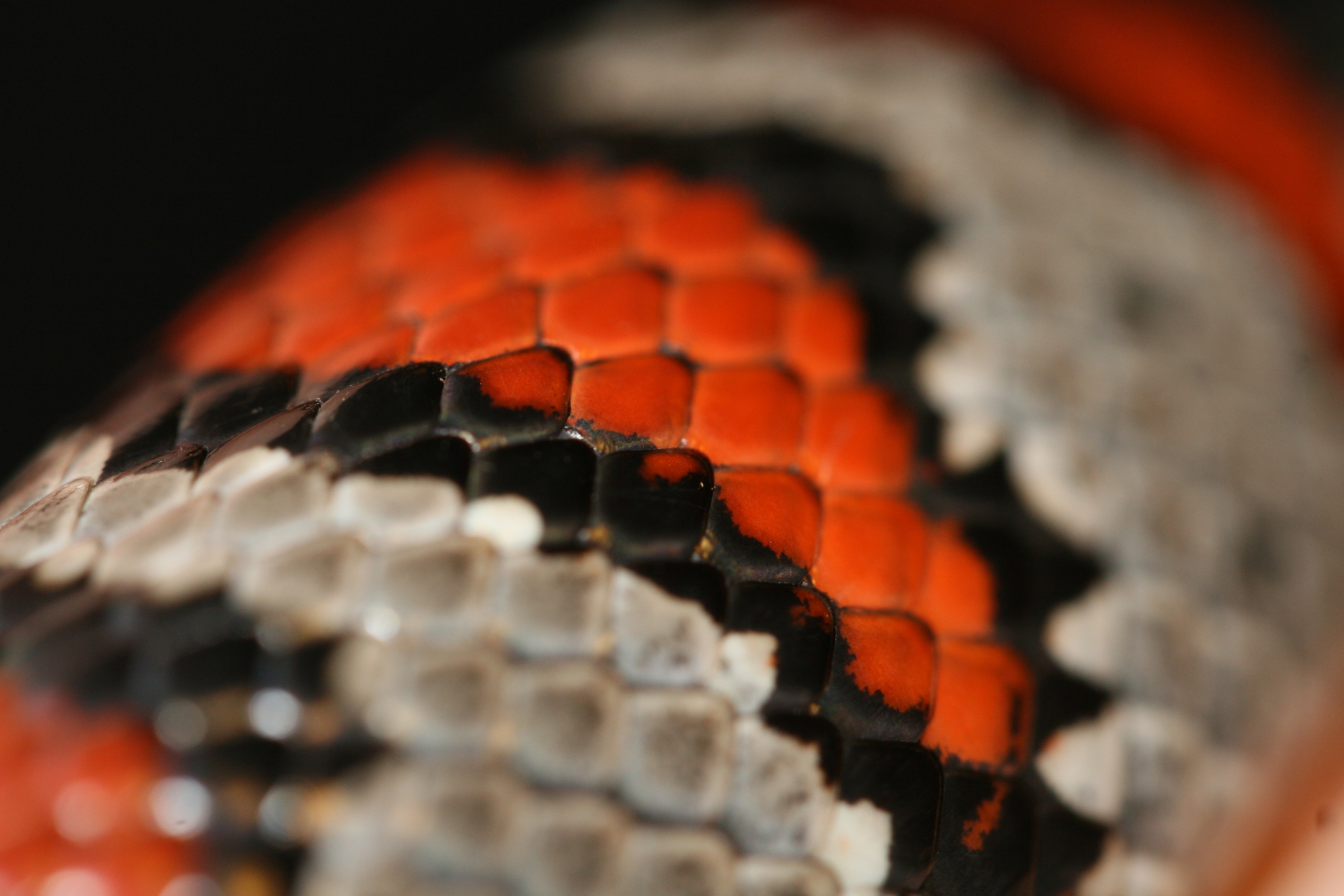
De schubben zijn glad en ongekield, afgebeeld is Lampropeltis mexicana greeri.

Koningsslangen hebben een kenmerkend uiterlijk door het ronde lichaam en de kleine kop en vaak hebben ze felle kleuren. Alle soorten blijven vrij klein en hebben een relatief korte staart. De gladde schubben hebben geen kiel en het anaalschild -de schub die de cloaca bedekt- is ongedeeld.

### Kop
De kop is relatief klein en nauwelijks groter dan de rest van het lichaam. De kop heeft een stompe snuitpunt met de voor slangen karakteristieke opening aan de voorzijde waardoor de tong naar buiten kan worden gestoken. Achter de kop is geen halsachtige insnoering aanwezig zoals bij veel andere groepen van slangen. De tanden in de bek zijn klein, van sommige soorten is bekend dat ze door de huid van de mens kunnen doordringen bij een beet. De ogen zijn rond van vorm en hebben een ronde pupil. In vergelijking met andere slangen zijn de ogen relatief ver vooraan de kop geplaatst.
De schubben van de kop zijn stevig en glanzend. Bij sommige soorten hebben de kopschubben een donkere rand, zodat ze makkelijk als zodanig te herkennen zijn. Bij andere soorten zijn strepen, vlekken- of vlamtekeningen aanwezig die over verschillende schubben liggen zodat de kopschubben moeilijker te herkennen zijn. Aan sommige delen van de kop zijn sommige soorten die nauwelijks uit elkaar te houden zijn juist goed te herkennen. De soort Lampropeltis pyromelana bijvoorbeeld is moeilijk van de soort Lampropeltis zonata te onderscheiden, tot men kijkt naar de kop. De eerst genoemde soort heeft altijd een witte snuitpunt, de tweede echter heeft altijd een zwarte snuitpunt.

### Lichaam
De meeste koningsslangen worden ongeveer een meter lang en zijn relatief klein in vergelijking met andere toornslangachtigen. Veel ondersoorten van de melkslang blijven klein, zoals Lampropeltis triangulum gentilis die gemiddeld 41 tot 61 centimeter lang wordt. De gewone koningsslang (Lampropeltis getula) kan een lichaamslengte bereiken tot maximaal 2,1 meter.
Koningsslangen hebben altijd een rond lichaam, de staart is nooit afgeplat. De lichaamsschubben zijn glad en glanzend en nooit voorzien van een kiel, ofwel een opstaande rand in het midden in de lengterichting.
Sommige koningsslangen hebben een bruine tot grijze onopvallende lichaamskleur, maar de meeste koningsslangen zijn bijzonder felgekleurd. Veel soorten hebben een helder rode tot oranje basiskleur en hebben gele, witte of zwarte banden over het gehele lichaam. De bekendste soorten zijn de melkslang en de gewone koningsslang; deze twee soorten kennen een grote variatie aan lichaamskleuren en worden wel een van de mooiste soorten toornslangachtigen genoemd. De reden voor de felle kleuren van de verschillende soorten en ondersoorten heeft te maken met de manier van passieve verdediging van de slang die erg complex is. Binnen de groep komen zowel de verschijnselen mimicry als polymorfisme voor, zie ook onder het kopje vijanden en verdediging

### Staart
De staart van koningsslangen is relatief kort, de staart is het gedeelte achter de cloaca. De positie van de cloaca, oftewel waar het lichaam eindigt en de staart begint, is alleen aan de onderzijde goed te zien. De schubben aan de buikzijde van alle slangen zijn enkelvoudig, er is maar één rij buikschubben. De staartschubben echter zijn altijd gepaard. De cloaca van slangen wordt aan de voorzijde bedekt door het anaalschild. Deze kan uit een geheel bestaan of tweedelig zijn. Veel groepen van slangen hebben een dergelijk tweeledig anaalschild, maar bij koningsslangen is het anaalschild steeds enkelvoudig.

## Voedsel

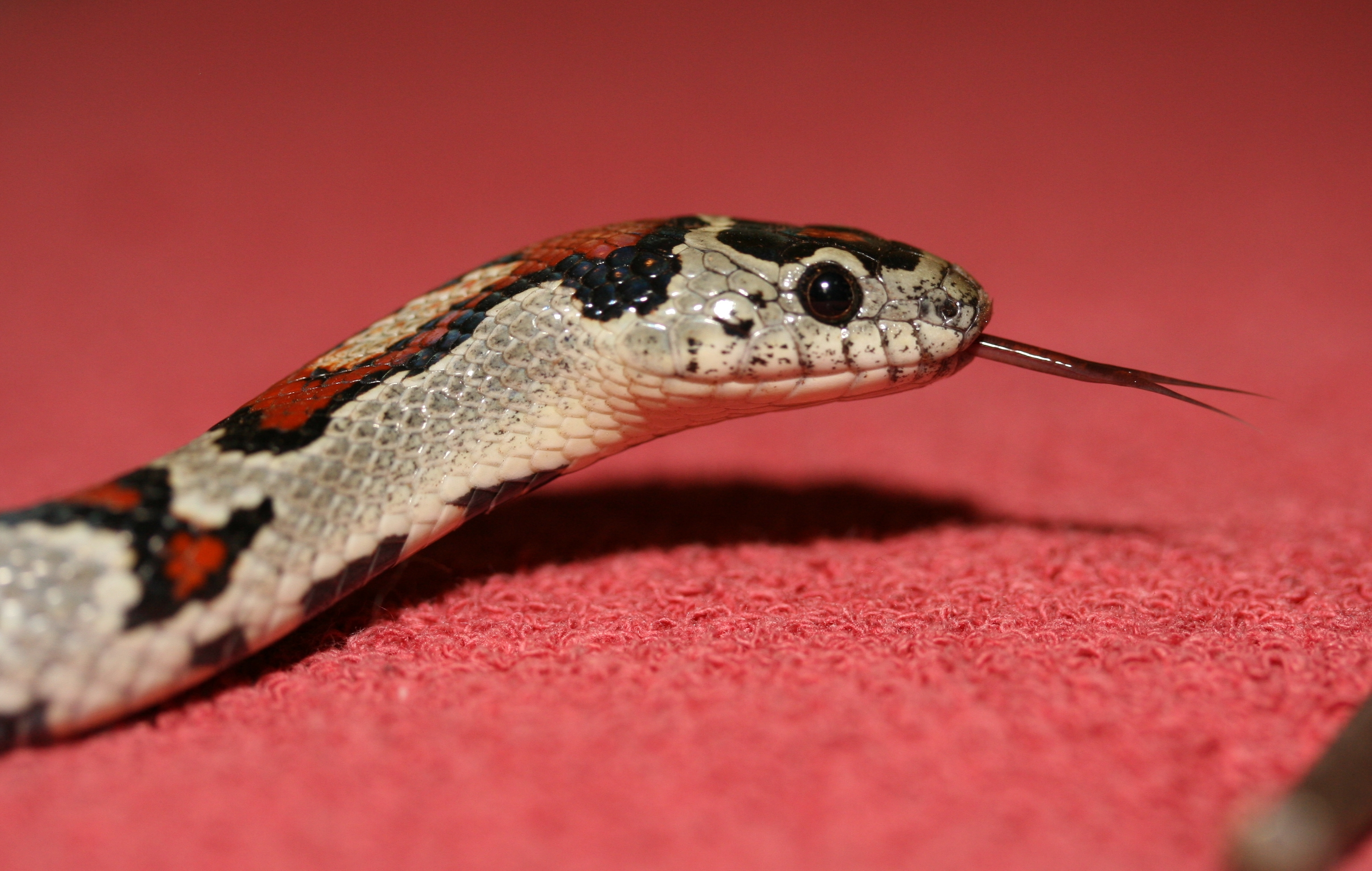
De tong wordt gebruikt om geuren waar te nemen.

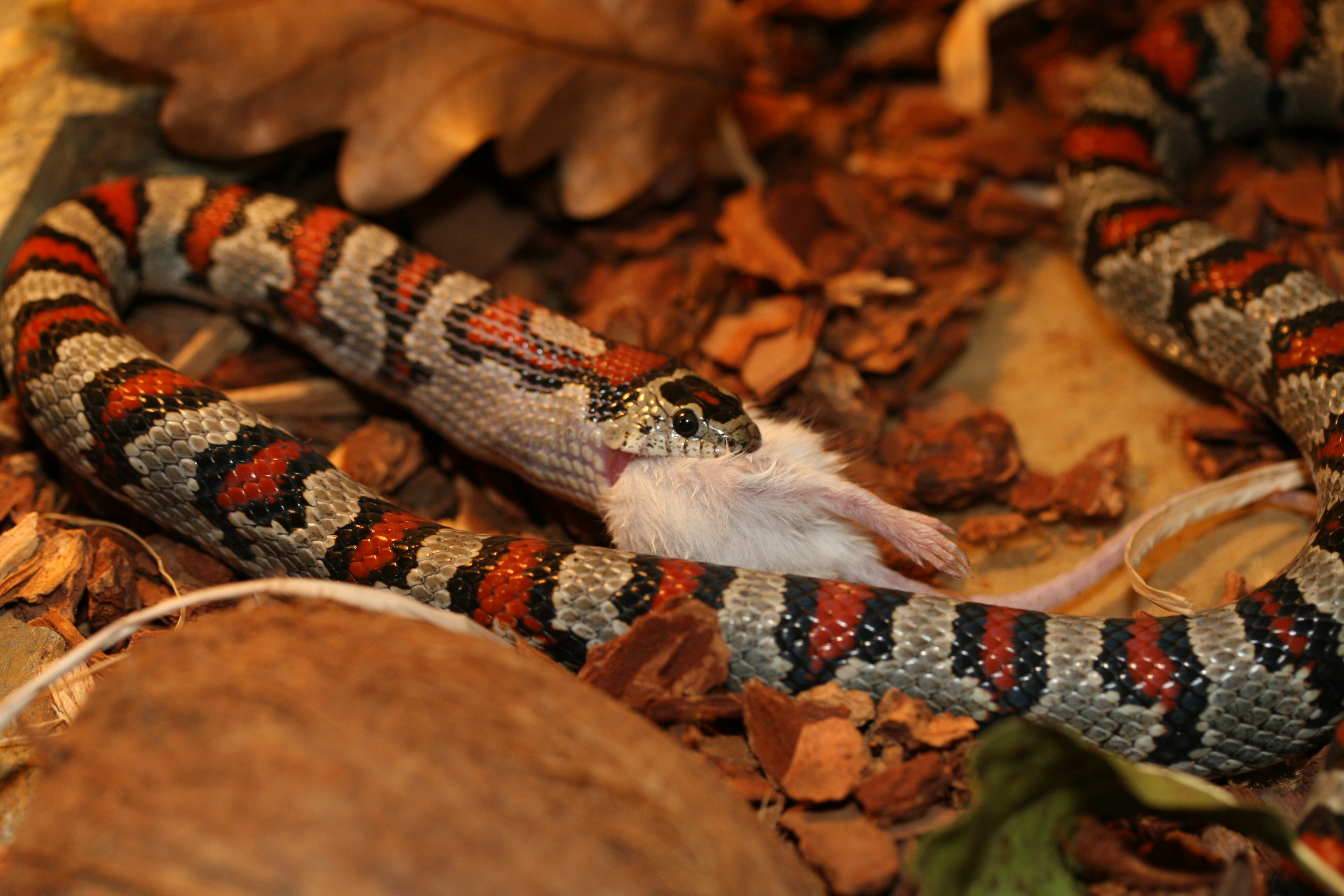
Lampropeltis mexicana greeri slikt een knaagdier door.

Op het menu staan voornamelijk gewervelde dieren als zoogdieren, vogels, amfibieën zoals kikkers en andere reptielen zoals hagedissen. Alle soorten zijn goede zwemmers, bij de gewone koningsslang staat ook vis op het menu. De prooi wordt opgespoord met het uitstekende reukvermogen. Om te kunnen ruiken steekt de slang de tong uit een voorgevormd gaatje in de bek en vangt geurdeeltjes op uit de lucht, het zogenaamde tongelen. De tong wordt weer teruggetrokken en de geurdeeltjes worden vervolgens uitgelezen in de neusholte, in het zogenaamde orgaan van Jacobson.
Naast levende prooidieren worden ook eieren gegeten van verschillende dieren, maar alleen indien deze zich op de bodem bevinden. Koningsslangen klimmen niet in bomen. Voorbeelden zijn de eieren van vogels en reptielen, waaronder de eieren van zoetwaterschildpadden. Deze worden op de geur opgespoord en vervolgens met de snuit uitgegraven en verschalkt. Ook de jonge schildpadjes worden soms gegeten. Van de gewone koningsslang is bekend dat ze een goed geheugen hebben en jaarlijks omstreeks dezelfde tijd dezelfde nestplaatsen van waterschildpadden worden bezocht.
Koningsslangen staan bekend door hun gewoonte om ook slangen te eten als ze er een tegenkomen, zelfs giftige soorten zoals groefkopadders. Het is echter niet zo dat de dieren specifiek op andere slangen jagen. Slangen maken maar een klein deel uit van het menu.
Omdat koningsslangen sterker zijn dan andere slangen nemen veel slangen die als potentiële prooi worden benaderd niet eens moeite om te bijten. Sterker nog, ze zorgen er juist voor dat de kop uit de buurt blijft van de koningsslang, want dit is de zwakste plek. De koningsslang grijpt altijd eerst de kop van een andere slang en wikkelt vervolgens zijn lichaam om de prooi heen. Vervolgens drukt de koningsslang het lichaam aan zodat de prooi stikt.
Als een ratelslang wordt aangevallen, haalt de slang bij 'normale' vijanden uit met de kop. Een ratelslang die door een koningsslang wordt belaagd drukt de kop echter tegen de grond en probeert met het achterste deel van het lichaam naar de vijand te slaan. De koningsslang is immuun voor het gif van de ratelslang en als hij de kop van de adder te pakken krijgt dan is het dier verloren. De ratelslang zal ook proberen zijn lichaam groter te doen lijken. Dit dient niet om af te schrikken maar om de koningsslang te misleiden; een te grote slang kan niet worden ingeslikt. Meestal werkt het trucje niet; een door de koningsslang ingeslikte prooi wordt als het ware opgevouwen in de maag van de slang zodat buitgemaakte slangen kunnen worden doorgeslikt die langer zijn dan de koningsslang zelf.

## Vijanden en verdediging
Koningsslangen hebben verschillende vijanden, zowel vogels, reptielen en zoogdieren. Voorbeelden van rovende zoogdieren die de slangen eten zijn opossums, skunks, wasberen, vossen en coyotes. Vogels die op de slang jagen zijn onder andere havikachtigen. In delen van het verspreidingsgebied wordt de slang ook gegeten door de Amerikaanse alligator (Alligator mississippiensis).
De koningsslang zal meestal proberen te vluchten als het dier wordt bedreigd. De slang kan een smerig ruikende stof afscheiden uit klieren bij de cloaca, dit dient voornamelijk om andere koraalslangen in de buurt te waarschuwen. Ook kan de slang zijn ontlasting laten lopen om een vijand te doen afdruipen. Om vijanden te intimideren trillen de slangen met hun staart en maken sissende geluiden. Daarnaast worden snelle aanvallen uitgevoerd met de kop. Van de soort Lampropeltis zonata is bekend dat de tanden verwondingen kunnen veroorzaken bij de mens.
Door de gebandeerde lichaamskleur wordt de lichaamsvorm van de slang opgedeeld in verschillende kleurvlakken. Hierdoor is de lichaamsvorm moeilijk te zien op een ondergrond met een onregelmatige structuur, zoals een bodem die bedekt is met bladeren. Dit wordt ook wel disruptieve kleuring genoemd.
De felle kleuren van koningsslangen lijken op die van de giftige koraalslangen die in Noord-Amerika leven. Vele soorten hebben verschillende ondersoorten die vaak ieder hun eigen kleur hebben. Ook hebben de verschillende ondersoorten soms een sterk afwijkende lichaamslengte. Koningsslangen bootsen de koraalslangen duidelijk na, dit wordt wel mimicry genoemd en meer specifiek mimicry van Bates. Het nabootsen van een giftige soort is alleen effectief als het kopie sterk lijkt op het origineel. Niet alleen de kleuren maar ook de groottes worden nagebootst.
Het feit dat de verschillende koraalslangen een relatief klein verspreidingsgebied hebben, maar koningsslangen soms juist een groot verspreidingsgebied heeft hier ook mee te maken. In het ene deel van het verspreidingsgebied van een koningsslang komt een soort koraalslang voor met bijvoorbeeld een rode vlektekening en in het andere gebied leeft een koraalslang met een rood-zwarte bandering. Iedere ondersoort van de koningsslang imiteert de koraalslang die binnen zijn natuurlijke verspreidingsgebied voorkomt, wat het gevolg is van natuurlijke selectie. In de Verenigde Staten komen zowel koraalslangen voor als koningsslangen en de bevolking gebruikt een gezegde om ze uit elkaar te houden; red on yellow will kill a fellow, but red on black is a friend of Jack. Als een slang gele banden tegen rode banden bezit, is het een giftige koraalslang, als het rood en geel gescheiden wordt door zwart dan betreft het een koningsslang. Binnen de VS gaat dit trucje op, maar in delen van Midden- en Zuid-Amerika komen soorten voor die hier niet aan voldoen. Hier leven koraalslangen die net als sommige koningsslangen rode en gele banden hebben, gescheiden door zwart.
Naast mimicry komt ook polymorfisme voor, wat eveneens dient om vijanden te misleiden. Hierbij komen verschillende kleurenvormen voor binnen dezelfde soort of ondersoort. Verschillend gekleurde ondersoorten binnen dezelfde soort wijken ten opzichte van elkaar weliswaar af, maar de individuen binnen de ondersoort lijken op elkaar. Bij polymorfisme kunnen verschillende kleurvormen voorkomen binnen hetzelfde nest. Een voorbeeld is de soort Lampropeltis mexicana, waarbij ten minste drie kleurvormen voorkomen.
De meeste predatoren die slangen eten onthouden welke 'kleur slang' ze moeten zoeken. Als een vijand een afwijkend exemplaar tegenkomt wordt deze soms genegeerd omdat deze niet aan het verwachte patroon voldoet. Als een bepaalde soort meestal een gebandeerde tekening heeft maar een bepaalde kleurvariant een vlektekening ontwikkelt zal deze laatste vorm vaak genegeerd worden omdat roofdieren gewend zijn gebandeerde exemplaren te eten. Hierdoor heeft de gevlekte vorm voordeel en een hogere overlevingskans. Een gevolg is dat de gevlekte vorm na verloop van tijd de overhand kan krijgen waardoor de 'normale' gebandeerde vorm wordt teruggedrongen. Vijanden zullen uiteindelijk echter ook gevlekte exemplaren gaan eten omdat deze talrijker worden en moeilijker zijn te negeren. Uiteindelijk zullen de aantallen gebandeerde en gevlekte exemplaren ongeveer evenveel voorkomen.

## Voortplanting en ontwikkeling

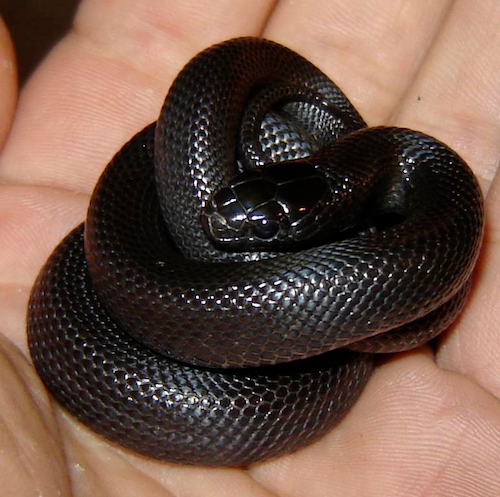
Een zeer jong exemplaar van de ondersoort Lampropeltis getula nigrita.

Mannetjes en vrouwtjes zijn moeilijk te onderscheiden. Vrouwtjes worden in de regel groter dan mannetjes en daarnaast hebben mannetjes een duidelijk verdikte staartwortel.
De slangen paren in de lente, mannetjes beconcurreren elkaar en voeren gevechten uit. Dergelijke gevechten bestaan uit een soort worsteling en de mannetjes zullen niet proberen elkaar op te eten. Het gevecht bestaat uit het tegen de grond drukken van de opponent om zo elkaars kracht te testen. De verliezer gaat er vervolgens uitgeput vandoor.
Koningsslangen zijn zonder uitzondering eierleggend of ovipaar. Alle soorten produceren tot enkele tientallen eieren die op de bodem worden afgezet. Het aantal eieren verschilt per soort, sommige soorten kunnen tot 24 eieren produceren, de soort Lampropeltis pyromelana produceert echter twee tot acht eieren. De eieren zijn wit van kleur en hebben een perkamentachtige schaal. De eieren zijn meestal rond van vorm, maar bij eerder genoemde Lampropeltis pyromelana zijn de eieren langwerpig van vorm.
De eieren worden vaak onder objecten zoals stenen of tussen bladeren op de strooisellaag afgezet maar van enkele soorten is bekend dat ze in open terrein worden geplaatst. De eieren zijn soms omgeven door een lijmachtige stof die ze aan elkaar kit tot een soort eierklomp. Van sommige soorten is waargenomen dat het vrouwtje de eieren enige tijd beschermt door het lichaam eromheen te kronkelen. De eieren worden echter niet bewaakt tot ze uitkomen zoals bij sommige soorten pythons het geval is. De eieren worden na enige tijd weer verlaten, de jongen komen na een tot twee maanden uit.
De vrouwtjes doen er langer over om volwassen te worden dan de mannetjes. Van de gewone koningsslang is bekend dat mannetjes na 1 tot 4 jaar volwassen zijn en vrouwtjes pas na minstens twee jaar.

## In gevangenschap

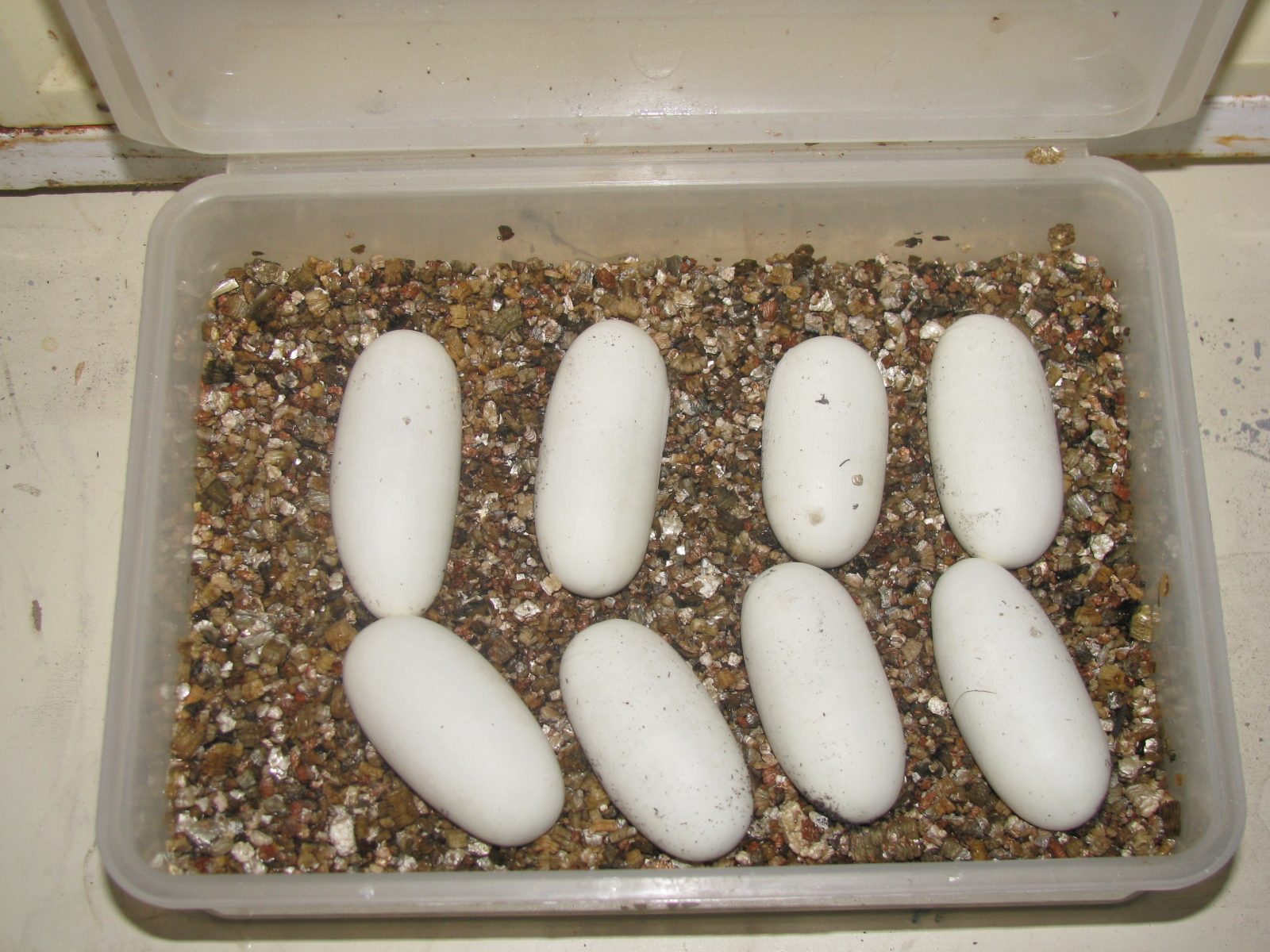
Eieren van Lampropeltis polyzona.

Koningsslangen worden vaak als exotisch huisdier gehouden in een terrarium.
De slangen staan bekend als goed te hanteren en niet bijterig. Van de gewone koningsslang zijn verschillende gekweekte vormen in de handel, zoals een albinovorm. De slangen planten zich ook voort in gevangenschap, waarbij echter rekening moet worden gehouden met het feit dat het slangeneters zijn. De dieren kunnen beter apart worden gehouden en als het mannetje in de paartijd bij het vrouwtje wordt gezet is het aan te raden het vrouwtje van tevoren eerst te voeren om te voorkomen dat zij het mannetje opeet.
Uit waarnemingen van in gevangenschap gehouden exemplaren is bekend dat twee slangen soms dezelfde prooi grijpen. De slang met de grootste bek at vervolgens, na de prooi te hebben verschalkt, ook de andere slang op.
Dat koningsslangen graag andere slangen eten bewees een tweekoppig exemplaar dat in de dierentuin van San Diego werd geboren. De ene kop probeerde de andere op te eten, wat in eerste instantie tijdig werd ontdekt zodat de slang kon worden gered. Later echter nam de andere kop 'wraak' door de ene kop op te eten en dit keer slaagde de poging wat resulteerde in de dood van het dier. Deze slang werd 'Dudley Duplex' genoemd en leefde ruim 6,5 jaar.

## Taxonomie en indeling

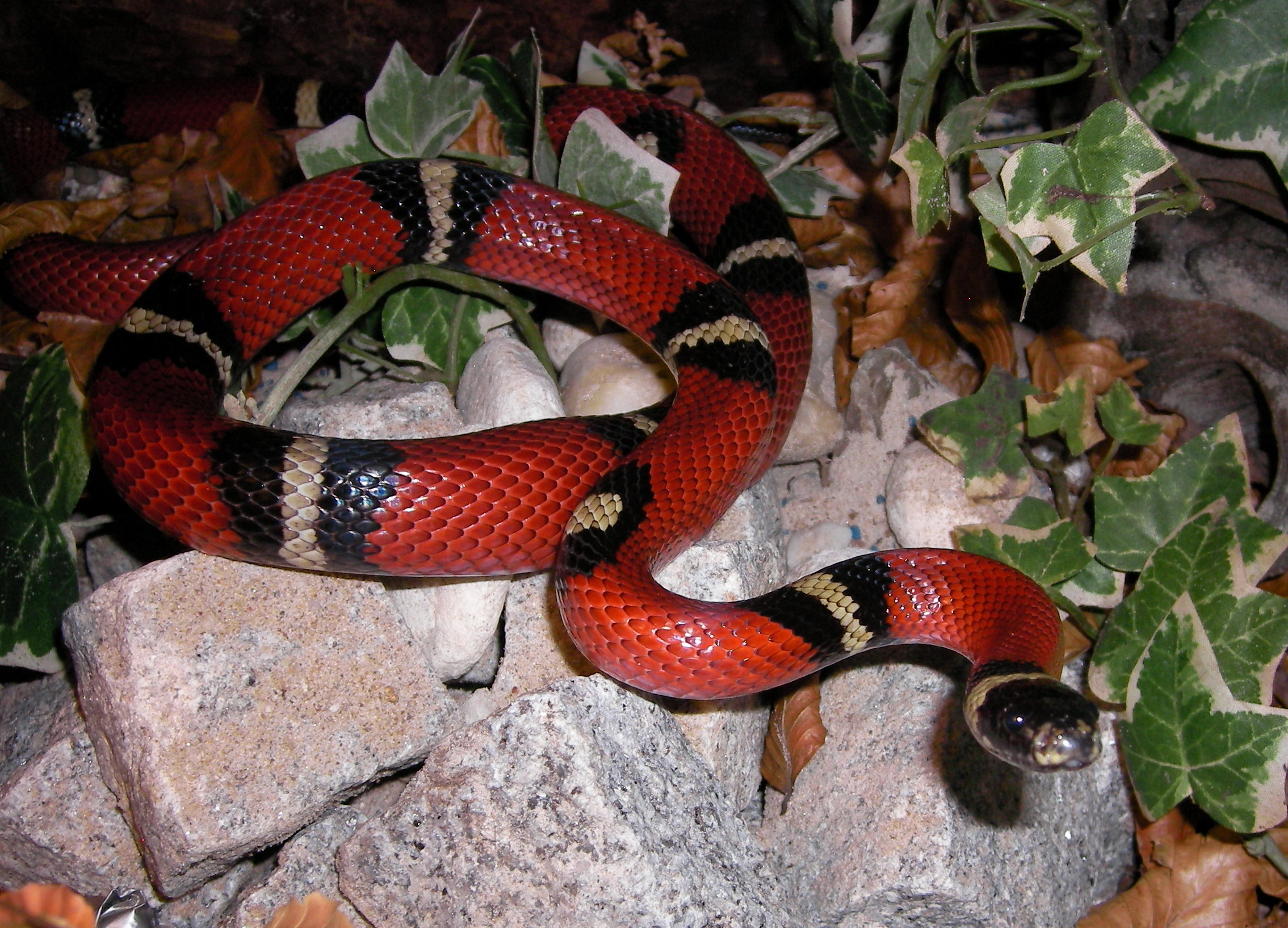
Lampropeltis triangulum sinaloae.

Koningsslangen zijn nauw verwant aan de gladde slangen uit het geslacht Coronella waartoe onder andere de in België en Nederland levende gladde slang (Coronella austriaca) behoort. Ook van deze slangen is bekend dat ze andere slangen eten, waaronder giftige adders.
De indeling van koningsslangen in verschillende soorten en met name in de verschillende ondersoorten is altijd al problematisch geweest. Tegenwoordig worden er zestien verschillende soorten erkend maar tot recentelijk waren slechts zeven soorten bekend. Sommige soorten hebben een groot aantal ondersoorten, zoals de melkslang die 24 ondersoorten telt wat bij de reptielen een uitzonderlijk hoog aantal is. De gewone koningsslang wordt niet verdeeld in ondersoorten, maar dat was vroeger wel anders. Onder andere de soorten Lampropeltis splendida, Lampropeltis holbrooki en Lampropeltis californiae werden vroeger als ondersoorten van de gewone koningsslang gezien, maar worden tegenwoordig als aparte soorten beschouwd. In de literatuur wordt daarom bij verschillende soorten regelmatig de verouderde situatie beschreven. Er is wel geopperd een aantal soorten in te delen in het geslacht Osceola. Tegenwoordig wordt dit echter beschouwd als achterhaald.

### Soortenlijst
In de onderstaande tabel zijn de wetenschappelijke naamgeving, het verspreidingsgebied, de uiterlijke kenmerken en eventuele ondersoorten weergegeven. Er zijn tegenwoordig 24 verschillende soorten, waarvan er vier soorten zijn die in verschillende ondersoorten worden verdeeld. 
| Lijst van soorten koningsslangen | Lijst van soorten koningsslangen                       | Lijst van soorten koningsslangen                             | Lijst van soorten koningsslangen | Lijst van soorten koningsslangen |
| Afbeelding                       | Wetenschappelijke naam                                 | Ondersoorten                                                 | Verspreidingsgebied | Kenmerken |
| -------------------------------- | ------------------------------------------------------ | ------------------------------------------------------------ | --- | --- |
|                                  | Lampropeltis abnorma Bocourt, 1886                     | geen                                                         | Costa Rica, Guatemala, Honduras, Mexico, Nicaragua | Rode kleur met lichtere banden die zwartomzoomd zijn. |
|                                  | Lampropeltis annulata Kennicott, 1861                  | geen                                                         | Mexico | Rood met gele, zwartomzoomde banden, zwarte kop. |
|                                  | Lampropeltis alterna Brown, 1901                       | L. a. alterna L. a. blairi                                   | Mexico (Coahuila, Durango, Transpecos, Zacatecas) en de Verenigde Staten (Texas) | Grijs met brede rode banden die zwart zijn omzoomd. |
|                                  | Lampropeltis californiae Blainville, 1835              | geen                                                         | Mexico (Baja California en Sonora) en de Verenigde Staten (Californië, Oregon, Nevada, Utah, Arizona) | Rood tot zwart met dunne, lichte tot gele banden. |
|                                  | Lampropeltis calligaster Harlan, 1827                  | L. c. calligaster L. c. occipitolineata L. c. rhombomaculata | Verenigde Staten (Alabama, Arkansas, Florida, Georgia, Illinois, Indiana, Iowa, Kansas, Louisiana, Maryland, Missouri, Mississippi, Nebraska, North Carolina, Oklahoma, South Carolina, Tennessee, Texas, Virginia) | Bruin met donkerbruine ronde tot streepachtige vlekken, onopvallend.                                                                                      |
| Plaats uw zelfgemaakte foto hier | Lampropeltis catalinensis Van Denburgh & Slevin, 1921  | geen                                                         | Mexico | - |
|                                  | Lampropeltis elapsoides Holbrook, 1838                 | geen                                                         | Verenigde Staten; Florida, Kentucky, Mississippi, North Carolina, South Carolina, Tennessee, Virginia, | Rode kleur met smalle, gele banden die duidelijk zwart omzoomd zijn.                                                                                      |
|                                  | Lampropeltis extenuata Brown, 1890                     | geen                                                         | Verenigde Staten, alleen in Florida | Basiskleur grijs met zwarte vlekken en een oranje basiskleur aan de bovenzijde van het lichaam.                                                           |
| Plaats uw zelfgemaakte foto hier | Lampropeltis gentilis Baird & Girard, 1853             | geen                                                         | Verenigde Staten | Rode kleur met witte, zwartomzoomde banden. |
|                                  | Gewone koningsslang Lampropeltis getula Linnaeus, 1766 | geen                                                         | Verenigde Staten; Alabama, Arizona, Delaware, Florida, Georgia, Maryland, New Jersey, North Carolina, Oklahoma, South Carolina, Virginia                                                                            | Meestal zwart met dunne gele banden, maar er is veel variatie tot bruinrode gestreepte exemplaren.                                                        |
|                                  | Lampropeltis greeri Webb, 1961                         | geen                                                         | Mexico | Grijs met zwart omzoomde vlekken |
|                                  | Lampropeltis holbrooki Stejneger, 1902                 | geen                                                         | Verenigde Staten; Arkansas, Iowa, Kentucky, Louisiana, Mississippi, Missouri en Oklahoma | Zwart met vele fijne gele vlekjes aan de bovenzijde, de onderzijde is geel van kleur.                                                                     |
|                                  | Lampropeltis knoblochi Taylor, 1940                    | geen                                                         | Mexico, alleen in Chihuahua | Grijze basiskleur met rode banderingen tot brede vlekken aan de bovenzijde. Vaak vormen de rode dwarsstrepen een ronde vlek aan de flank van het lichaam. |
|                                  | Lampropeltis leonis Günther, 1893                      | geen                                                         | Mexico | - |
|                                  | Lampropeltis mexicana Garman, 1884                     | L. m. mexicana L. m. thayeri                                 | Mexico; in Aguascalientes, Chihuahua, Coahuila, Durango, Nuevo León, Nuevo, San Luis Potosi, Tamaulipas en Zacatecas.                                                                                               | Grijs met rode banden tot vlekken, het rood kan sterk overheersen. Ook zwarte exemplaren komen voor.                                                      |
|                                  | Lampropeltis micropholis Cope, 1860                    | geen                                                         | Costa Rica, Colombia, Ecuador en Panama. | Rode kleur met lichtere, donker gevlakte banden die zwartomzoomd zijn.                                                                                    |
|                                  | Lampropeltis nigra Yarrow, 1882                        | geen                                                         | Verenigde Staten; in Alabama, Kentucky, Ohio en Virginia | Overwegend zwart van kleur met een smalle lichtere tekening aan de bovenzijde.                                                                            |
|                                  | Lampropeltis polyzona Cope, 1860                       | geen                                                         | Mexico | Rode kleur met gele banden die zwart omzoomd zijn. |
|                                  | Lampropeltis pyromelana Cope, 1866                     | L. p. infralabialis L. p. pyromelana                         | Verenigde Staten (Arizona, Nevada, New Mexico en Utah) en Mexico (Chihuahua en Sonora) | Overwegend rode kleur met witte, zwart omzoomde banden.                                                                                                   |
|                                  | Lampropeltis ruthveni Blanchard, 1920                  | geen                                                         | Mexico (Hidalgo, Jalisco, Michoacan en Querétaro) | Overwegend rood met smalle witte, zwart omzoomde banden.                                                                                                  |
|                                  | Lampropeltis splendida Baird & Girard, 1853            | geen                                                         | Verenigde Staten (Arizona, Colorado, New Mexico en Texas) en Mexico (San Luis Potosi) | Zwart met een gele nettekening tot geel met een zwarte vlektekening.                                                                                      |
|                                  | Melkslang Lampropeltis triangulum Lacépède, 1789       | geen                                                         | Belize, Canada, Colombia, Costa Rica, El Salvador, Guatemala, Honduras, Mexico, Nicaragua, Panama, Venezuela, Verenigde Staten                                                                                      | Extreem variabel, grijze, zwarte en rode kleuren komen vaak voor.                                                                                         |
| Plaats uw zelfgemaakte foto hier | Lampropeltis webbi Bryson, Dixon & Lazcano, 2005       | geen                                                         | Mexico (Durango en Sinaloa) | Overwegend grijs, met rode, zwart omzoomde banden. |
|                                  | Lampropeltis zonata Lockington, 1835                   | geen                                                         | Verenigde Staten (Californië, Oregon en Washington) en Mexico (Baja California) | Deze soort heeft een overwegend rode lichaamskleur met witte en dikke zwart omzoomde banden.                                                              |